# Auguste Pidou
 (septembre 2022).
Ne doit pas être confondu avec Auguste Pidoux.
Pour les articles homonymes, voir Pidou.
Auguste Pidou, né le 30 mars 1754 à Grancy et mort le 14 mai 1821 à Lausanne, est un précepteur, théologien, avocat et homme politique suisse qui fut notamment membre du Petit Conseil et landamann du canton de Vaud et député à la Diète fédérale.

## Biographie
Auguste Pidou est le fils de Daniel Jacob Pidou, pasteur, bourgeois de Combremont-le-Grand, et de Françoise-Marie Tissot, sœur du Dr Samuel Auguste Tissot. Il a une sœur, Charlotte, qui sera la mère de l'ingénieur et urbaniste lausannois Adrien Pichard.
Après avoir suivi ses humanités à Lausanne, Auguste Pidou étudie la théologie à Lausanne en 1771, puis à Genève dès l'année suivante. Il est licencié en 1775. Il accepte de devenir le précepteur d'un prince belge avec lequel il fait ensuite des études de droit à Strasbourg en 1776 avant de devenir enseignant dans un collège de Dessau, en Allemagne. Il rejoint ensuite à Paris son oncle Samuel Auguste Tissot et y suit des cours de sciences et de lettres en 1779, puis s'engage à nouveau comme enseignant dans une école anglaise. Dès 1782 et pendant dix ans, il accompagne plusieurs jeunes nobles à travers l'Europe, ce qui lui permet d'acquérir d'importantes connaissances politiques. Il rentre en Suisse en 1793 où il s'installe comme avocat et épouse le 18 novembre Louise-Suzanne Aubert, originaire de Pampigny ; ils ont eu deux enfants.
Au lendemain de la révolution vaudoise, en 1798, il est nommé à l'assemblée provisoire du Pays de Vaud, dont il devient le président. Il devient le 30 mars accusateur public du tribunal du canton du Léman ; il assumera cette fonction jusqu'en décembre 1800 avant d'être destitué par le Conseil exécutif de la république helvétique pour ne pas avoir poursuivi les signataires d'une pétition visant les autorités. Bien qu'il ne soit pas membre de la Diète cantonale, il est choisi avec quatre autres députés pour représenter le Léman à la Diète fédérale entre 1801 et 1802. Fin 1802, il est choisi avec deux autres députés pour représenter le Sénat helvétique à la « Consulta helvetica » de Paris. Il devient ensuite membre, aux côtés notamment de Pierre-Maurice Glayre, de la commission présidée par Henri Monod chargée par l'Acte de médiation de mettre en place les nouvelles institutions politiques comme le Grand Conseil. Il est élu le 14 avril 1803 membre du Petit Conseil dont il est le président en 1813. Il préside huit fois le Grand Conseil entre 1804 et 1821, d'abord en sa qualité de membre du Petit Conseil, puis dès 1814 en sa qualité de landamann. De plus, à part les années durant lesquelles il est landamann (en 1815, 1817 puis de 1819 à sa mort), il préside dès 1806 le nouveau Conseil académique chargé de surveiller les établissements scolaires. En tant que président du Grand Conseil, il participe à la Diète de Soleure et 1811, puis à celle de Bâle l'année suivante. Il participe à l'élaboration de la Constitution vaudoise du 4 août 1814. En 1817, il nomme Charles Monnard à la chaire de littérature de l'université et André Gindroz à celle de philosophie. Il contribue à la rédaction du Code civil vaudois qui entre en vigueur en 1821.
Membre fondateur du Cercle littéraire en 1819, il décède le 14 mai 1821 d'un accident vasculaire cérébral dont il est victime durant une séance du Grand Conseil. « Je meurs au lit d'honneur », auraient été ses derniers mots.

## Toponyme
Sur décision municipale de 1924, un chemin de Lausanne porte son nom, partant de l'avenue Frédéric-César-de-La-Harpe pour rejoindre cette même avenue après avoir formé un « L ».